# Synothele meadhunteri
Espèce
Synothele meadhunteri est une espèce d'araignées mygalomorphes de la famille des Barychelidae.

## Distribution
Cette espèce est endémique d'Australie. Elle se rencontre en Australie-Occidentale vers Queen Victoria Spring et en Australie-Méridionale vers Roxby Downs.

## Description
Le mâle holotype mesure 11 mm

## Étymologie
Cette espèce est nommée en l'honneur de Derek Mead-Hunter.

## Publication originale
- Raven, 1994 : Mygalomorph spiders of the Barychelidae in Australia and the Western Pacific. Memoirs of the Queensland Museum, vol. 35, no 2, p. 291-706 (texte intégral).